# Huéneja
Huéneja település Spanyolországban, Granada tartományban. Huéneja Dólar, Ferreira, La Calahorra, Valle del Zalabí, Fiñana, Laujar de Andarax, Paterna del Río és Bayárcal községekkel határos. Lakosainak száma 1177 fő (2024).

## Népesség
A település népessége az elmúlt években az alábbi módon változott:
| Lakosok száma | 1210 | 1222 | 1230 | 1201 | 1261 | 1193 | 1156 | 1184 | 1193 | 1177 |
|               | 2001 | 2004 | 2006 | 2009 | 2011 | 2014 | 2016 | 2019 | 2021 | 2024 |